# CK-325
CK-325 – czytnik kart dziurkowanych, stosowany w systemach komputerowych serii Odra 1300. Umożliwiał odczyt kart 80- i 90- kolumnowych.

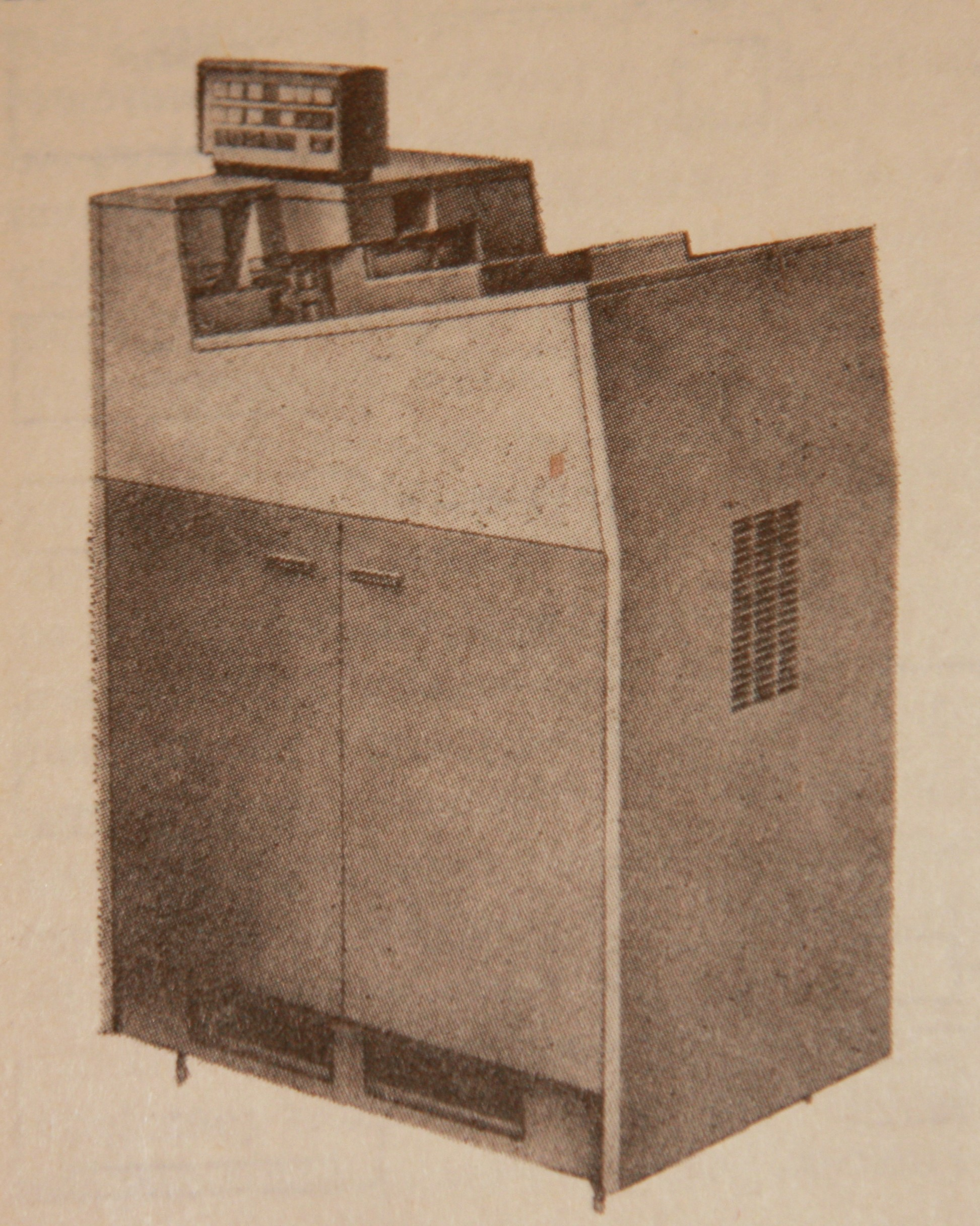
Czytnik kart CK-325

Urządzenie składało się z dwóch zasadniczych elementów:
- zasadniczego czytnika kart – model ARITMA 1114, oraz
- jednostki sterującej.

Czytnik kart służył do odczytu kart 80- lub 90-kolumnowych, zarówno binarnie, jak i alfanumerycznie (dziesiętnie). Wybór rodzaju kart następował za pomocą odpowiedniego klawisza dostępnego na pulpicie technicznym urządzenia. Szybkość wprowadzania informacji wynosiła 1000 kart/minutę. Zasobnik podający mógł pomieścić 2000 kart.
Poszczególne rodzaje przesyłu danych zdefiniowane były następująco:
czytanie alfanumeryczne (dziesiętne)każda kolumna karty była odczytywana jako znak w kodzie wewnętrznym systemu Odra 1300 i w takim formacie przesyłana do jednostki centralnej,
czytanie binarnekażda kolumna bez zmian była przesyłana do jednostki centralnej. Jednak ponieważ znaki w systemach serii Odra 1300 kodowane były za pomocą 6 bitów, zawierająca 12 pozycji kolumna karty przesyłana była w dwóch 6-bitowych porcjach nie poddanych konwersji danych. Jednostka sterująca miała wbudowany konwerter kodu umożliwiający zamianę kodu karty, na kod stosowany w systemach serii Odra 1300, tzn. 6-bitowy kod trójprzesunięciowy.